# 辛达林

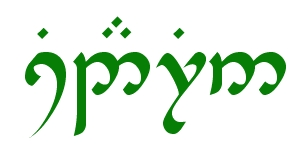
Sindarin，以昆雅談格瓦文字書寫

辛達林（Sindarin）是魔戒作者托尔金（J.R.R.Tolkien）发明的精靈語（Elvish）之一，在魔戒及其他相關著作中有大量的运用。

## 內部歷史
- 辛達林 —— 灰精靈的語言

辛達林源自於帖勒瑞通用語，是流通於第三紀中土大陸的精靈語言，為當初隨著維拉西遷時，被留在東貝爾蘭，以精靈王庭葛為首的帖勒瑞精靈的語言，由於這群精靈又被稱為灰精靈或辛達精靈（昆雅语: Sindar），辛達林也因故而得名；相對於在西方維林諾通用的昆雅，如同托爾金所說，辛達林感染了凡間的變化，隨時有如樹生長一般悄悄地改變。
- 第一紀元

到了第一紀元，當諾多精靈回到中土大陸時，辛達精灵使用的辛达林和諾多精靈使用的昆雅已相差甚遠。但天生的語言學家諾多精靈很快便掌握了辛達林的语法和发音规则，並將昆雅的一些用語習慣帶進了辛達林，另一方面，灰精靈的專長不在語言，故他們學習昆雅比較缓慢，因此精靈之間的交談，除了諾多精靈内部的談話以外，便以辛達林為主；接著庭葛得知諾多精靈的弒親事件（出自精灵宝钻費諾港口弒親事件）之後，發表了一項影響整個中土世界語言使用的法令：『從今以後，我的耳中絕不願意聽到那在澳闊隆迪（Alqualondë）殘殺我親族者的語言（指昆雅）！同樣地，只要我的王國存在一天，在我國終究不准公開說那種語言。所有辛達族都要聽我的命令，既不准說諾多族的語言，聽到也不准回答，任何膽敢使用那語言者，將等同於殘殺親族者與背叛者，永遠不得饒恕。』（摘自《精靈寶鑽》中文版P.186），於是在這些原因影響之下，辛達林很快便變成通行於中土大陸的精靈語言，不只是精靈本身使用，部分的人類也開始學這種語言。
- 第二紀元到第三紀元的發展

在第二到第三紀元之間, 辛達林開始向東流通, 並取代了原本中土大陸中精靈的許多方言，例如西爾凡精靈（Silvan）的南多林語（Nandorin）：南多林語在幽暗密林及羅斯洛利安森林中逐漸被辛達林取代（但這兩個地方的精靈說起辛達林時還是有些許的口音, 此時正統的辛達林應該只有在瑞文戴爾及造船者瑟丹的港口還有遺留與保存），由於辛達林的流行，這也是為何電影魔戒中所有的交談幾乎都是辛達林，而昆雅只出現在古老典籍與祭典。努曼諾爾人（辛達林：Dúnedain（登丹人））把這種語言當成高貴的知識來學習，用辛達林來給人，城市，河流，山脈命名，並且常在日常生活使用，邊境上的遊俠也能使用辛達林交談，當皮聘出現在剛鐸首都，被一些居民用辛達林稱為ernil i pheriannath（半身人的王子）。
- 第三紀元結束

之後第三紀元結束，雖然精靈們逐漸隱沒至西方，但辛達林卻繼續在人類之間流傳, 尤其在剛鐸，辛達林更是他們上流社會的一種通行語言。

## 外部歷史
- 辛達林的靈感來源

托爾金對於辛達林的構想，主要來自於對威爾斯語的喜好，在他大學時期開始學習威爾斯語時，發現他在威爾斯語找到一種『永恆語言學之美的滿足』（《托爾金書信集》），也具體地啟發了他日後創作其小說中語言的靈感。
- 前身 —— 早期諾多林語

事實上，辛達林並不是托爾金以凱爾特語族的威爾斯語為啟發而創造的第一門語言。遠在他二十幾歲時，就已經以此種語言為構想，發明出高多格林語（Goldorin、Gnomish，或I·Lam na·Ngoldathon），又譯為侏儒語；早期高多格林語有遺留大量的字彙，與許多詳細的文法（在某些程度上，甚至可以說它比後期的辛達林還完整），然而這種語言卻不像早期昆雅和昆雅之間的關係一樣仍有所關連，高多格林語的文法可以說完全沒有遺留在後期發明的諾多林語與辛達林，除了居爾特語族有名的特色「子音衍音」（mutation，又譯為「子音變音」）以外，就只有其他帶有強烈居爾特色彩的單字結構，仍可在辛達林中找到些許痕跡，但事實上，它們兩者看起來還是像完全不同的語言，其關係甚至比愛爾蘭語與威爾斯語的關係更遠。
- 前身 —— 諾多林語

在托爾金三十幾歲時，隨著他編纂的《語源學》，出現一種相當接近後期辛達林的語言 —— 諾多林語，同為以居爾特語族為靈感啟發，諾多林語與後期的辛達林已相當接近，包括單字、發音，與文法，但兩者之間，仍有些許不同，如文法上的不定詞用法被動名詞取代，及單字結構上，原先字根開頭非 SR- 或 SL-的單字，似乎均轉為r 和 l 等現象，但無論如何，諾多林語仍被大部分托爾金語言學者認為是最接近辛達林的托爾金語言，至今我們使用的大量辛達林字彙，有一半都源自於諾多林語，甚至某些文法，如基數詞的使用與動詞過去式的用法，也都必須參考諾多林（但同時也有一派學者認為，諾多林語與辛達林的關係，並無大家所想像地如此接近）。
- 依爾克林語與辛達林的融合

另一方面，在托爾金原先的構想中，早期諾多林語和後來的諾多林語都是諾多精靈使用的語言，而原先居住於中土大陸貝爾蘭的灰精靈的語言是「依爾克林語」（Ilkorin，又譯「愛克林語」），而昆雅則是維林諾上凡雅精靈的語言；這樣的概念，在他後來的修訂中改變：托爾金將昆雅改為凡雅精靈與諾多精靈的共同語言，而以諾多林語為靈感的後期辛達林，則成為了灰精靈的語言，並將依爾克林語的一些單字結構，直接轉為辛達林語，如魔戒中的精靈王愛隆的名字（Elrond），本來便是依爾克林語的名字。

## 發音
由於來自於威爾斯語的靈感，辛達林的發音方式相當具有威爾斯語的特色

### 母音

#### 短母音
辛達林共有六個短母音，但早期的辛達林有七個短母音，分別如下：
- a：如中文注音符號的 ㄚ（漢語拼音的 a），或英語 father 的a
- e：如中文注音的 ㄝ（漢語拼音的 ê），或英語 bed 的e
- i：如中文注音的 ㄧ（漢語拼音的 i），或英語 machine 的i
- o：如中文注音的 ㄛ（漢語拼音的 o），或英語 for 的o
- u：如中文注音的 ㄨ（漢語拼音的 u），或英語 brute 的u
- y：類似法語 lune 的u，或中文注音的ㄩ，或漢語拼音的 yu
- œ：只在古辛達林與辛達林中間的過渡時期中出現，法語 ordinateur 的eu，或德語 stören 的ö，或香港政府粵語拼音中Sheung Wan（上環）的eu，以及汉语拼音中yue裡的e的发音，類似中文注音的"ㄜ"。

#### 中長母音與長母音
辛達林的中長母音表示法，是在短母音上頭標上重音符，長母音則是在短母音上加上長音符號
- 中長母音有：á、é、í、ó、ú、ý
- 長母音如：â、ê、î、ô、û、ŷ
- 如同威爾斯語（或者日语），母音的長短可具體決定一個字的意義，譬如 nin 是第一人稱直接受格，但 nîn 意義卻變為「眼淚」、「濕潤的」
- 辛達林的中長母音和長母音，只是將本來短母音的發音長度拉長，其發音的質並不會變（不像昆雅）；一般來說，中長母音只是將短母音的發音長度稍微拉長，在對話中可能較難分辨
- 在使用精靈文談格瓦文字書寫辛達林的母音時，中長母音與長母音是完全沒有差別，因此必須靠說話者對此語言的熟练度，來判斷哪個是中長母音，哪個是長母音。

#### 雙母音
辛達林有六個雙母音，加上中古辛達林的 œi 則共有七個，全為下落的雙母音，也就是將重音放在第一個母音
- ai: 如中文注音的 ㄞ（漢語拼音的 ai），或英語 rye 的 ye
- ei：如中文注音的 ㄟ（漢語拼音的 ei），或英語 grey 的 ey
- ui：如英語 ruin 的 ui
- au：如中文注音的 ㄠ（漢語拼音的 ao），或英語 loud 的 ou
- ae：辛達林的 a 緊接著 e，勉強可發為辛達林的 ai
- oe：辛達林的 o 緊接著 e，勉強可發為英語 boy 的 oy
- œi：辛達林的 œ 緊接著 i，只在中古辛達林中出現

### 子音

#### 短子音
b、p、ph、d、h、m、n、t、v、w 與英語同，其他特殊的子音如下，分別以國際音標（需支援統一碼）標示發音：
- bh：[v]，常在字尾代替 v
- c：永遠發 [k]
- ch：[x]
- dh：[ð]，亦拼為 ð
- f：一般發 [f]，在字尾發 [v]
- g：永遠發 [g]
- i：i 在字首為子音，發 [j]
- hw：[ʍ]，如英語 where 的 wh
- l：永遠發 [l]，如愛爾蘭語的窄子音 l，或英語 letter 的 l，絕不是發英語 elf 的 l
- lh：[ɬ]，無聲化的 l，如威爾斯語 llaw 的 ll，或某些高加索語系語言的 лъ
- ll：目前只有辛達林 mallorn 的 ll 確定發[ɬ]，其他仍發長子音 ll
- mh：可能發 [ɱ]，托爾金的描述是鼻音化的 v
- ng：字首的[ŋ]或字中的[ŋg]
- ñ：[ŋ]
- ñg：[ŋg]
- r：[r]，如西班牙語的 rr
- rh：[r̥]，無聲化的[r]
- s：永遠發[s]
- th：永遠發[θ]，亦拼為 þ

#### 長子音
如 mm、nn、ll、rr、ss，發音時間為短子音的兩倍

### 重音位置
- 兩個音節的字，其重音均為第一個音節
- 長度超過兩個音節以上，重音均落在倒數第三個，除了以下情況為例外，重音均落在倒數第二個音節：
  1. 倒數第二個音節為長母音，如 anírad 的重音為 ní
  2. 倒數第二個母音後跟著長子音，如 estannen 的重音為 tan
  3. 倒數第二個音節為雙母音，如 ethuia 的重音為 thui

## 文法
與汉语或越南语一樣，辛達林大致上可算是一種分析型語言，但辛達林語當中依舊保留有相當的屈折成份存在。

### 名詞

#### 複數
類似歐洲一些印歐語系的語言，辛達林主要靠母音變化來做到名詞單複數型的變化，此種現象在辛達林裡又稱為 prestanneth，意為「改變、干擾」，較規律的例子如：
- 非最後一個音節
  - a > e — aran > erain
  - e > e — edhel > edhil
  - i > i — ithron > ithryn
  - o > e — onod > enyd
  - u > y — tulus > tylys
  - y > y — ylf > ylfdain
- 最後一個音節
  - a > ai — tal > tail
  - alf > elf — lalf > lelf
  - ang > eng — fang > feng
  - ar > er — narn > nern
  - e > i —  edhel > edhil
  - i > i — sigil > sigil
  - ie > i — Miniel > Mínil
  - io > y — thalion > thelyn
  - o > y — orch > yrch
  - u > y — tulus > tylys
  - ú > ui — dûr > duir
  - y > y — ylf > ylf
  - au > oe — naug > noeg
  - ae > ae — aew > aew

#### 集合複數
當某個群體均為同一種東西，即可使用集合複數，如一個民族、生物。辛達林的集合複數表示法有三種，分別為在字尾加上 -ath、-rim，或 -hoth：-rim 多用來只民族或種族，如 Edhelrim「精靈族」；-hoth 多伴有負面的意思，如 Glamhoth「半獸人」，直譯為「一群吵雜的聲音」；其他則用 -ath，如 elenath「眾星辰」。

### 子音變音
子音變音（consonant mutation）是辛達林最具有居爾特語族特色的地方。子音變音又譯為衍音或子音交替：在某些時候，因為語音上或文法上的需要，即會觸發各種子音變音現象，為居爾特語系的語言特有的現象。
辛達林的變音方式相當複雜。相對於威爾斯語只有三種變音，愛爾蘭語有兩種，及布列塔尼語的四種，辛達林共有五種變音（加上鼻音二型則有六種），分別為：
| 原型 | 軟化 以冠詞 i 為例 | 鼻音一型 以冠詞 in 為例 | 鼻音二型 以前置詞 an 為例 | 混合 以前置詞 en 為例 | 閉鎖 以前置詞 ed 為例 | 流音 以前置詞 or 為例 |
| b    | i v                | i m                     | am m                      | e-b                   | e b                   | or v                  |
| bl   | i vl               | i ml                    | a ml                      | e-ml                  | e bl                  | or vl                 |
| br   | i vr               | i mr                    | a mr                      | e-mr                  | e br                  | or vr                 |
| c    | i g                | i ch                    | a ch                      | e-g                   | e ch                  | or ch                 |
| cl   | i gl               | i chl                   | a chl                     | e-gl                  | e chl                 | or chl                |
| cr   | i gr               | i chr                   | a chr                     | e-gr                  | e chr                 | or chr                |
| d    | i dh               | i n                     | an n                      | e-d                   | e d                   | or dh                 |
| dr   | i dhr              | in dr                   | an dr                     | en-dr                 | e dr                  | or dhr                |
| f    | i f                | i f                     | af f                      | en-f                  | ef f                  | or f                  |
| g    | i '                | i ng                    | an ng                     | e-g                   | e g                   | or '                  |
| gl   | i 'l               | in gl                   | an gl                     | en-gl                 | e gl                  | or 'l                 |
| gr   | i 'r               | in gr                   | an gr                     | en-gr                 | e gr                  | or 'r                 |
| gw   | i 'w               | in gw                   | an gw                     | en-gw                 | e gw                  | or 'w                 |
| h    | i ch               | i ch                    | a ch                      | e-h                   | e ch                  | or ch                 |
| hw   | i chw              | i 'w                    | a 'w                      | e-'w                  | e w                   | or chw                |
| l    | i l                | i l                     | al l                      | e-l                   | ed l                  | or l                  |
| lh   | i thl              | i 'l                    | al 'l                     | e-'l                  | e thl                 | or 'l                 |
| m    | i v                | i m                     | am m                      | e-m                   | e m                   | or v                  |
| n    | i n                | i n                     | an n                      | en-n                  | e n                   | or n                  |
| p    | i b                | i ph                    | a ph                      | e-b                   | e ph                  | or ph                 |
| pr   | i br               | i phr                   | a phr                     | e-mr                  | e phr                 | or phr                |
| r    | i r                | idh r                   | adh r                     | edh-r                 | ed r                  | or r                  |
| rh   | i thr              | idh 'r                  | adh 'r                    | e-'r                  | e thr                 | or 'r                 |
| s    | i h                | i s                     | as s                      | e-h                   | es s                  | or s                  |
| t    | i d                | i th                    | a th                      | e-d                   | e th                  | or th                 |
| th   | i th               | i th                    | ath th                    | e-th                  | eth th                | or th                 |
| tr   | i dr               | i thr                   | a thr                     | en-dr                 | e thr                 | or thr                |

- 省略符號 ' 代表此子音被消除了。

另外某些字的 b-、d-、g-，由於在古精靈語時期是 mb-、nd- 和 ng-，因此又有不同的變音方式：
| 原型 | 軟化 以冠詞 i 為例 | 鼻音一型 以冠詞 in 為例 | 鼻音二型 以前置詞 an 為例 | 混合 以前置詞 en 為例 | 閉鎖 以前置詞 ed 為例 | 流音 以前置詞 or 為例 |
| b    | i m                | i mb                    | am mb                     | e-mb                  | e mb                  | or b                  |
| d    | i n                | i nd                    | an nd                     | e-nd                  | e nd                  | or d                  |
| g    | i ng               | in g                    | an g                      | en-g                  | en g                  | or g                  |

一般觸發子音變音的時機例如：
- 軟化變音：單數定冠詞 i，如 i + thôr > i thôr "the eagle，那老鷹"
- 鼻音一型：複數定冠詞 in，如 in + theryn > i theryn "the eagles，那些老鷹"
- 鼻音二型：前置詞 an，如 an + thôr > ath thôr "for eagle，為了老鷹"
- 混合變音：前置詞 en，如 en + thôr > e-thôr "of the eagle，那老鷹的"
- 閉鎖變音：前置詞 ed，如 ed + thôr > eth thôr "out of eagle，從老鷹出來"
- 流音變音：前置詞 or，如 or + thôr > or thôr "over eagle，在老鷹之上"

一般會發生變音的情況歸納如下：
- 單數定冠詞後的名詞：軟化或鼻音一型
- 複數定冠詞後的名詞：鼻音一型
- 修飾名詞的形容詞：軟化或鼻音一型
- 直接受格：軟化
- 前置詞後的名詞：視不同的前置詞及單複數而定
- 複合字：視不同的組合